# Perisserosa guttata
Perisserosa guttata (Gmelin, 1791) è un mollusco gasteropode appartenente alla famiglia Cypraeidae. È l'unica specie del genere Perisserosa.

## Tassonomia
Sono note due sottospecie:
- Perisserosa guttata guttata (Gmelin, 1791)
- Perisserosa guttata surinensis (Raybaudi, 1978)

## Distribuzione e habitat
La sottospecie nominale è diffusa nelle acque costiere di Cina, Giappone, Filippine e del Queensland (Australia). La sottospecie P. guttata surinensis è presente nelle acque delle Maldive e della Thailandia.